# 林三從
林 三從（はやし みより、1933年5月11日 - 2000年12月28日）は、日本の女性現代美術家。

## 生涯
林自身は大人になった後「わたしは真善美に従いたい」という言葉を残している。
1987年 から 1997年にかけて、「備前アートイヴェント」のディレクターを10年間務める。
作品は、備前市内に「ホワイトノイズ 林三從ミュージアム」として残されている。
『美術手帖』2021年8月号の特集「女性たちの美術史」において、檜山真有により（中谷芙二子・出光真子・塩見允枝子・斉藤陽子・杉浦邦恵・野中ユリ・合田佐和子とともに）紹介された。